# Зак Голдсміт
Френк Захарія Робін «Зак» Голдсміт (англ. Frank Zacharias Robin «Zac» Goldsmith; нар. 20 січня 1975, Лондон) — британський політик, еколог і колишній редактор «The Ecologist».

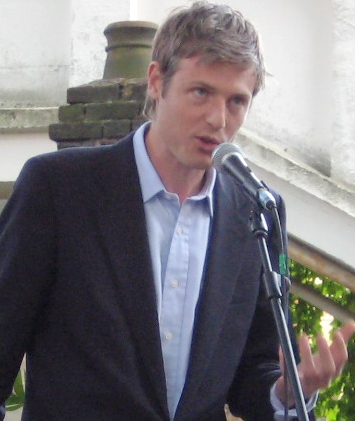
Zac Goldsmith MP

З 2010 року він є членом парламенту від консервативної партії в Парк Річмонд на південному заході Лондона.
Кандидат консервативної партії на виборах в мери Лондона у 2016 році.

## Див також
- Палата громад Великої Британії
- Сім'я Голдсміт-Ротшильди